# Pêche melba
Pêche melba (Frans voor: perzik melba) is een dessert, gecreëerd door de Franse topkok Auguste Escoffier en voor het eerst geserveerd in 1893. Het gerecht is vernoemd naar de Australische operazangeres Nellie Melba (La Melba) die gezien wordt als (een van) de beste zangers van het victoriaanse tijdperk.
Escoffier serveerde het dessert voor het eerst in het Hotel Savoy in Londen tijdens een diner ter ere van Nellie Melba die destijds optrad in Royal Opera House als zangeres in de opera Lohengrin van Richard Wagner. Het diner was georganiseerd door de graaf Filips van Orléans (troon-pretendent van Frankrijk). Het gerecht werd geserveerd bovenop een ijssculptuur in de vorm van een zwaan.
Toen Escoffier ontslagen werd bij het Savoy werd hij in 1899 chef-kok in het nieuw geopende Carlton Hotel in Londen. Pas hier zette hij de pêche melba voor het eerst op een menukaart. Hij paste het gerecht wel enigszins aan.

## Recept
De ingrediënten zijn:
- Vanille-roomijs,
- Halve witte perziken, in de schil gepocheerd in suikerwater met vanille toegevoegd. Door ze pas na het pocheren te ontvellen, krijgen de perziken een mooiere kleur.
- Saus van frambozen, poedersuiker en een beetje citroensap
- Geschaafde amandelen.

De slagroom, die men er in Nederlandse restaurants meestal bij krijgt, maakt nadrukkelijk geen deel uit van Escoffiers creatie.
Een variant op de pêche melba is de Pijama, een dessert uit de Catalaanse keuken.